# Szczepan Promis
Szczepan Promis (ur. 10 października 1889, zm. 18 października 1968) – polski działacz społeczny i polityk, poseł na Sejm II RP III kadencji.

## Życiorys
Pochodził z powiatu nieszawskiego. Ukończył szkołę nauczycielską w Warszawie i w latach 1905–1906. W latach 1911–1920 przebywał w USA, gdzie aktywnie działał w organizacjach polonijnych w tym między innymi Związku Sokołów Polkich w Ameryce, w ramach którego piastował funkcję prezesa Okręgu w stanie Connecticut. Był redaktorem tygodnika Piast i współredaktorem Przeglądu Sokolego. 
W Polsce pełnił funkcję dyrektora handlowego fabryki maszyn i urządzeń rolniczych we Włocławku. Był organizatorem Klubu Pracowników Umysłowych na Kujawach. W ramach aktywności prasowej był współredaktorem Ziemi Kujawskiej i redaktorem Nowości Kujawskich. W latach 1929–1930 był komisarzem Powiatowej Kasy Chorych we Włocławku.
W latach 1934–1935 burmistrz Zduńskiej Woli.
W latach 1931–1938 był posłem na Sejm III kadencji z list BBWR, którego był aktywnym działaczem. Piastował także funkcję wicewojewody łódzkiego.
W trakcie okupacji niemieckiej przebywał głównie w Poznaniu i Warszawie. Brał udział w powstaniu warszawskim.
Jego synem był Henryk Promis (1916–1981), inicjator powstania Kujawskiego Związku Polityczno-Literackiego.
Został pochowany na Cmentarzu Komunalnym we Włocławku (Sektor: 39 / rząd: 1 / numer grobu: 6).

## Wybrane odzanczenia
- Medal Niepodległości[2],
- Złoty Krzyż Zasługi[2]